# 芒輪盾介殼蟲
芒輪盾介殼蟲（学名：Aulacaspis divergens）为盾介殼蟲科輪盾介殼蟲屬下的一个种。